# Mittleres Ourtal zwischen Dreiländereck und Rellesmühle
Das Naturschutzgebiet Mittleres Ourtal zwischen Dreiländereck und Rellesmühle liegt im Eifelkreis Bitburg-Prüm in Rheinland-Pfalz. Das 490 ha große Gebiet, das im Jahr 1989 unter Naturschutz gestellt wurde, erstreckt sich zwischen der nördlich gelegenen Ortsgemeinde Sevenig (Our) und der südlich gelegenen Ortsgemeinde Dasburg. Am westlichen Rand des Gebietes fließt die Our und verläuft die Staatsgrenze zu Luxemburg. Östlich verläuft die Landesstraße L 1 und südlich die B 410.
Schutzzweck ist die Erhaltung einer naturnahen submontanen Tallandschaft im westlichen Mitteleuropa als Lebensraum seltener, bestandsbedrohter Tier- und Pflanzenarten und ihrer Gesellschaften, insbesondere von an saubere Fließgewässer mit Stillwasserzonen, an Feuchtland und an naturnahe Laubwald-, Niederwald- und Fels-Ökosysteme gebundene Tierarten aus den Gruppen der Amphibien, Vögel, Fledermäuse, Käfer, Schmetterlinge, Libellen, Köcherfliegen und weiteren Wirbellosen.